# Église Saint-Symphorien-les-Carmes d'Avignon
L'église Saint-Symphorien-les-Carmes est une église qui a été successivement conventuelle, puis paroissiale, et située à Avignon sur la place des Carmes.

## Histoire
Les Grands Carmes s'installèrent ici, en dehors de l'enceinte de la Commune, dès 1267, et y élevèrent leur couvent et leur église. Une reconstruction fut entreprise par Jean XXII en 1320 mais les travaux étaient toujours en cours sous Clément VI, qui en poursuivit le financement. L'église conventuelle fut consacrée définitivement le 10 avril 1520 : c'était alors une des plus vastes de la ville.
Un effondrement important se produisit le 20 mai 1672, ne laissant debout que la façade, le chœur et les chapelles latérales. La reconstruction fut aussitôt entreprise et dura plus de six ans, l'édifice étant à nouveau béni le 9 juillet 1678. 
La Révolution chassa les Grands Carmes en 1791, puis le bâtiment devint un lieu de réunions publiques, et ensuite le siège du Club des Jacobins avignonnais. Il échappa ainsi à la démolition, contrairement à son voisin le couvent des Grands Augustins.
En 1803, lors du rétablissement du culte, l'édifice connut une nouvelle affectation, puisqu'on lui transféra les fonctions et vocable de l'église paroissiale Saint-Symphorien qui venait d'être rasée. Cette primitive église Saint-Symphorien d'Avignon, qui était située entre les actuelles place Henri Manguin et rue de Pontmartin, n'avait rien de remarquable, sinon que vers 1572, le roi Charles IX nomma Antoine Subiet, ancien enfant de chœur de cette église et musicien ecclésiastique réputé à la Chapelle royale, évêque de Montpellier. En cette qualité, Subiet créa une importante fondation pour les enfants de chœur de Saint-Symphorien.
Une partie du cloître du couvent des Carmes comprenant quinze travées situées entre l'église Saint-Symphorien et en bordure de la place des Carmes a été classée au titre des monuments historiques le 8 juin 1928, une autre partie du cloître comprenant huit travées le 11 décembre 1928. L'église Saint-Symphorien des Carmes a été inscrite au titre des monuments historique le 7 novembre 1932.

## Architecture
La façade sur la place des Carmes est d’une grande simplicité, comme il sied à l'église d’un ordre mendiant. La porte principale, en tiers-point, est amortie en un gâble accosté de pinacles, qui porte une croix sur fond d’arcature aveugle. Au-dessus, une rosace de faibles dimensions est surmontée d’une fenêtre ogivale murée. Les deux portes latérales sont modernes.
L’église des Carmes est, par son plan, caractéristique du gothique méridional, à l'instar des édifices voisins de Saint-Didier ou de Notre-Dame de Bon Repos à Montfavet. Sans bas-côtés, ni transept, ni déambulatoire, elle est surtout remarquable par sa vaste nef, large et lumineuse, bordée de chapelles latérales non communicantes.
Ce sont les travaux de 1672-1678, sans doute dirigés par Louis-François de la Valfenière, qui ont donné à l'ordonnance interne son aspect actuel noble mais un peu raide. Avec ses travées rythmées de hauts pilastres doriques, et ses grandes arcades en plein cintre où s'ouvrent les chapelles latérales, elle rappelle l'église de Bédarrides, contemporaine et due au même artiste . Cette campagne de reconstruction, qui avait épuisé les ressources financières des Carmes, laissa la charpente apparente dans le vaisseau jusqu'en 1836, époque où l'on construisit en briques la voûte en plein cintre à lunettes actuelle.

## Intérieur

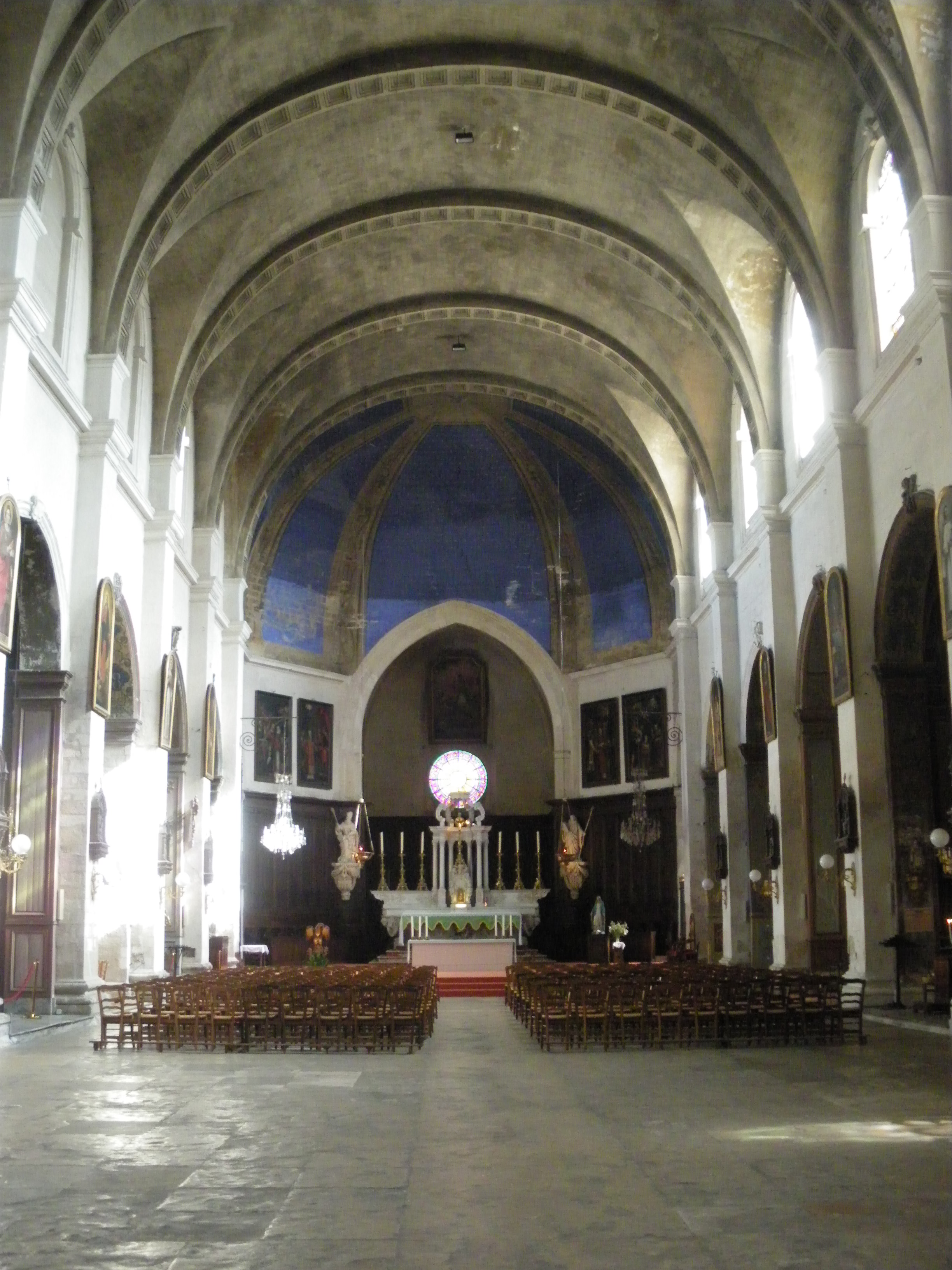
Nef de l'église des Carmes

La nef est entourée de 17 chapelles : 
 Chapelle du Calvaire 
 Chapelle Saint Antoine de Padoue 
 Chapelle Notre Dame des Anges 
 Chapelle Notre Dame de Pitié 
 Chapelle des Saintes Thérèse d'Avila et de Lisieux 
 Chapelle Notre Dame du Mont Carmel 
 Chapelle des Ames du Purgatoires 
 Chapelle Sainte Anne 
 Chapelle Sainte Croix 
 Chapelle Saint Joseph 
 Chapelle des Saints Missionnaires 
 Chapelle de l'Enfant Jésus de Prague et Chapelle Notre Dame de Lourdes 
 Chapelle du Sacré Cœur 
 Chapelle Saint Philomène 
 Chapelle Saint Pierre de Luxembourg et Chapelle Saint Louis de Gonzague 

## Œuvres d'art
- le Maître Autel en marbre blanc de 1856
- l'Orgue[4].
- Quatre toiles de Guillaume-Ernest Grève hypothétiquement datées de 1602 : scènes du Martyre de saint Symphorien, classés au titre d'objets historiques[5]
- Une Apothéose de saint Symphorien, toile de Philippe Sauvan (1780) - Ces cinq toiles proviennent de la primitive église paroissiale de Saint-Symphorien, disparue.
- Dans la nef et les chapelles latérales, nombreuses toiles de Nicolas et Pierre II Mignard, Pierre Parrocel, Guillaume-Ernest Grève...

Tableaux du chœur provenant de l’ancienne église Saint-Symphorien : scènes du martyre du Saint
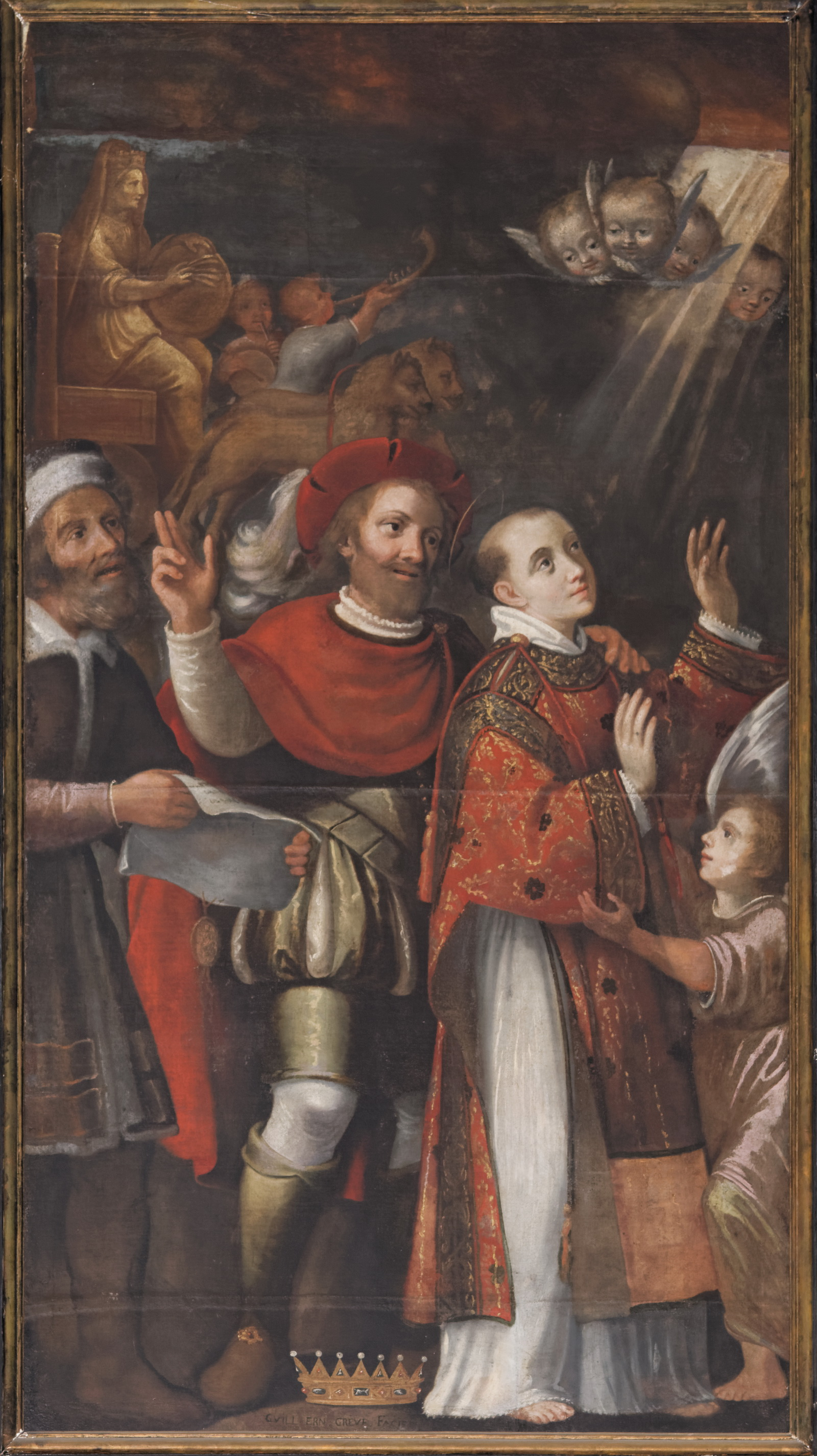
L'arrestation
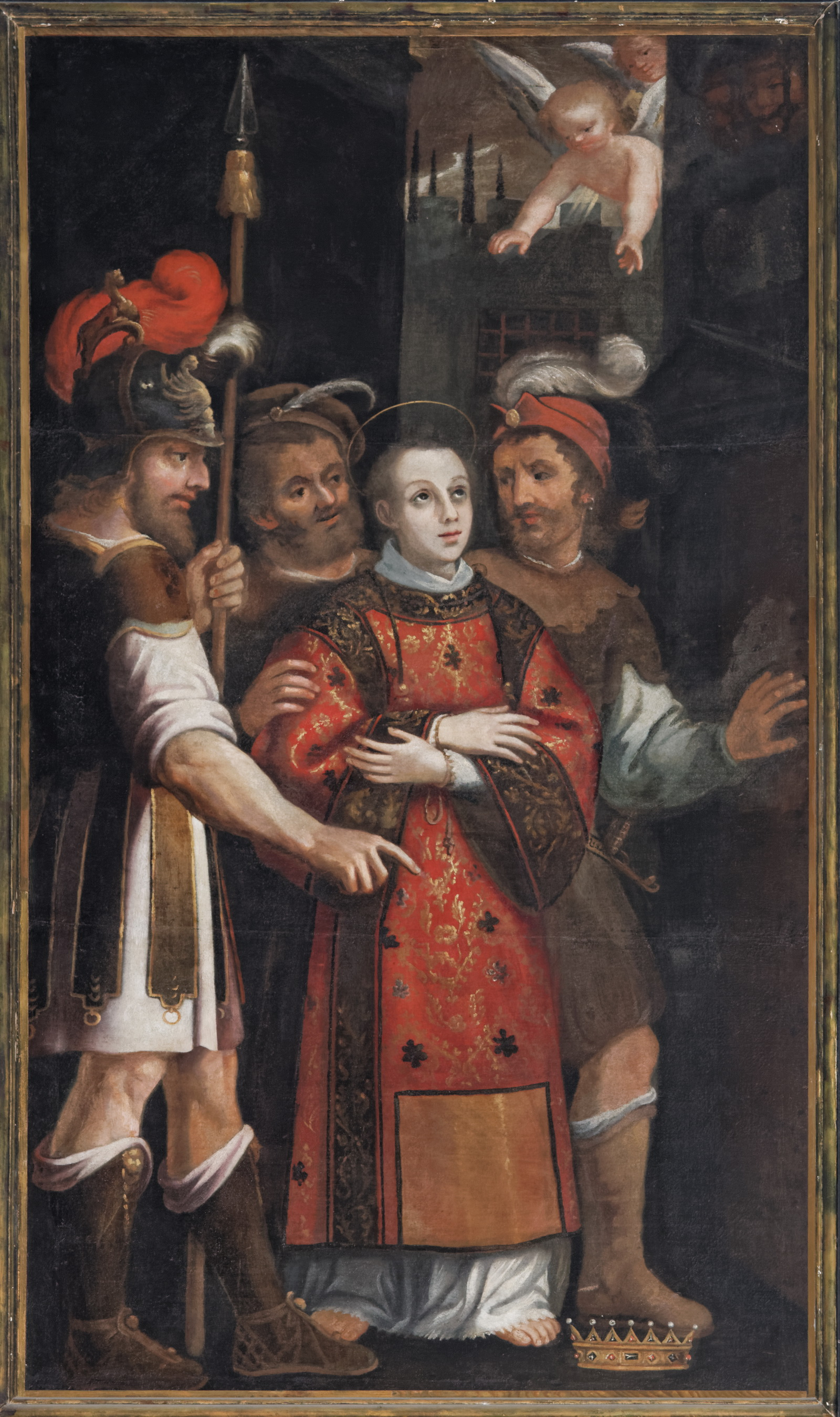
La prison.
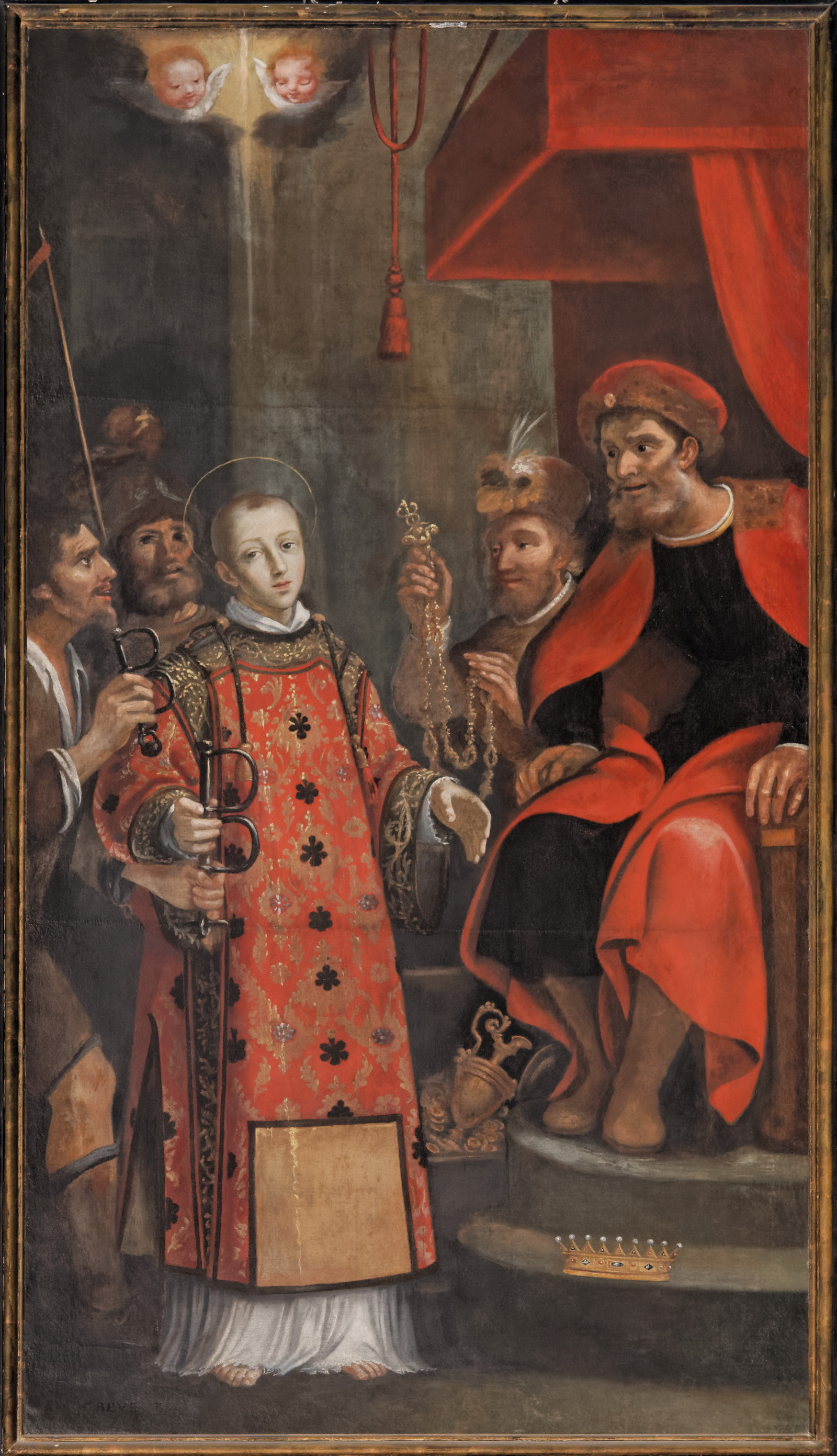
Le jugement
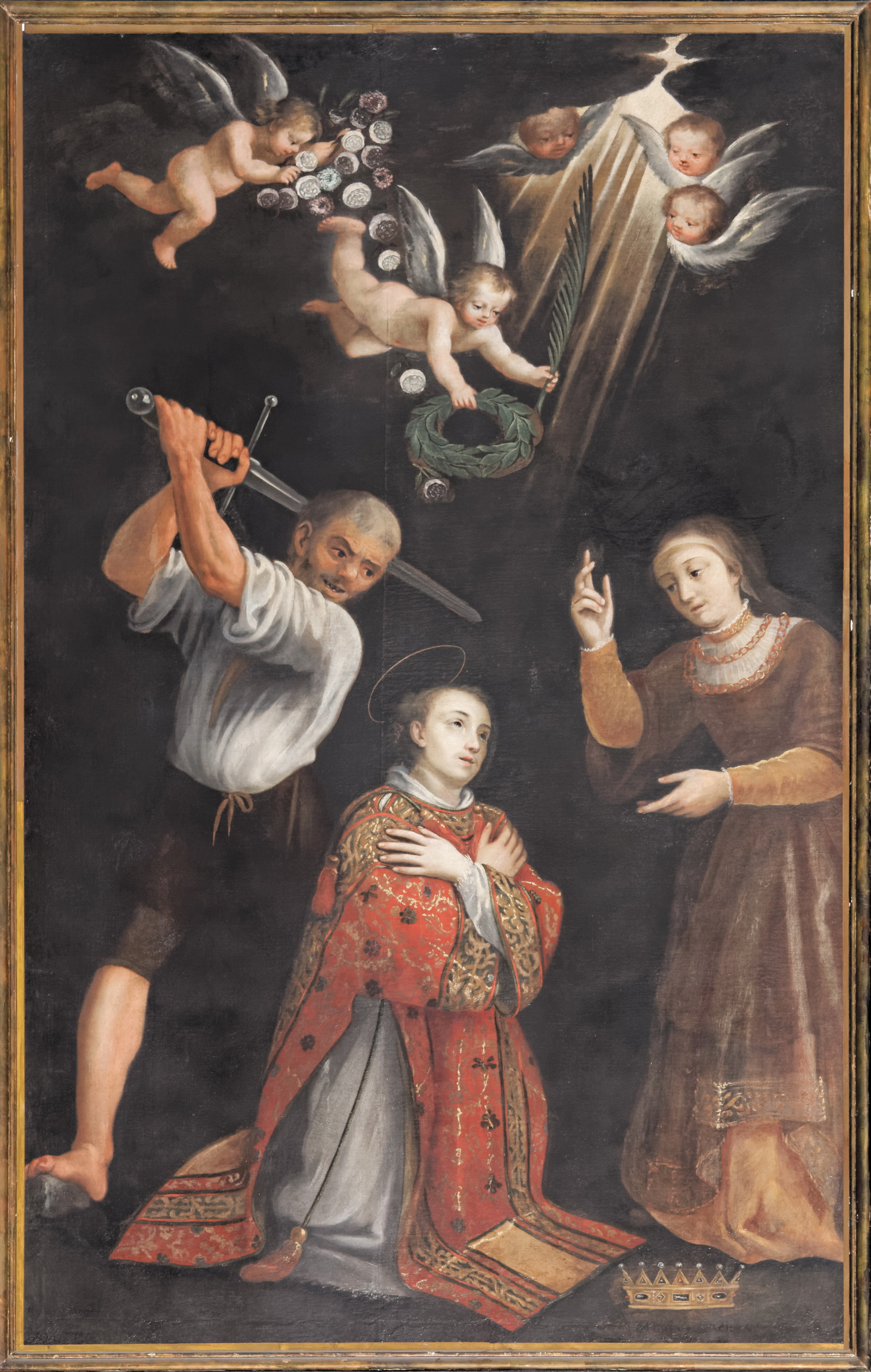
Le supplice.
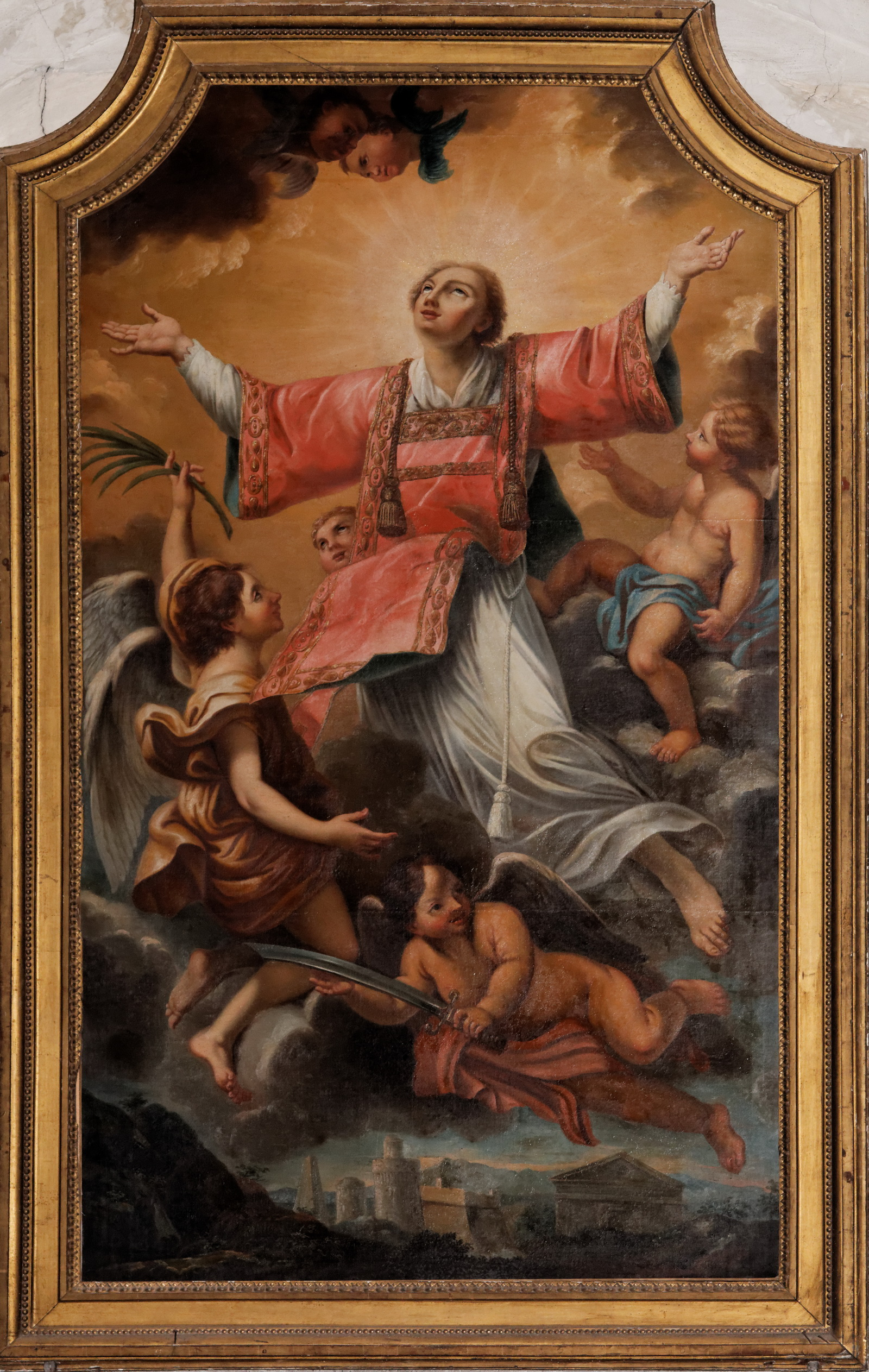
L'apothéose.